# Mazda Suitcase Car
El Mazda Suitcase Car («Coche Maleta Mazda») fue un prototipo de vehículo maleta creado por la empresa Mazda en 1991. La maleta se abría para revelar un vehículo movido a gasolina de tres ruedas ya listo para su funcionamiento que también tenía luces. El vehículo, parecido a un kart, fue creado por ingenieros de Mazda y exhibido en los Estados Unidos y Europa en exhibiciones automotrices.

## Trasfondo
El Mazda Suitcase Car nunca llegó a producción; fue construido para exhibiciones de autos en Europa y Estados Unidos. La idea del auto vino del ingeniero de Mazda, Yoshimi Kanemoto. En 1991, Kanemoto junto con otros ingenieros de Mazda de un grupo de investigación interno de la empresa, crearon el vehículo como un concurso de la empresa llamado Fantasyard. El concurso requería un producto creativo que es una máquina en movimiento. El automóvil tenía manubrios rechonchos con un acelerador de empuñadura como una motocicleta y tres ruedas. El costo de construir el prototipo fue de US$5000. En 1992, Associated Press publicó una foto de un ejecutivo de Mazda conduciendo el auto maleta por Times Square antes de la apertura del Salón del Automóvil de Nueva York del 16 de abril de 1992.

## Descripción
La maleta pesaba 32 kg y medía 57 cm × 75 cm. El diseño comenzó con una maleta Samsonite y una minimoto. La central eléctrica era un motor de dos tiempos de 33,6 cc y 1,3 kW (1,7 hp). El auto maleta fue diseñado para alcanzar una velocidad máxima de hasta 30 km/h. Había ranuras en la maleta donde los ejes de las ruedas traseras podían sobresalir y una ranura a través de la maleta para una rueda delantera. El coche estaba equipado con intermitentes y luces de freno. El coche también tenía moqueta, frenos de disco, faros y bocina. No se necesitaban herramientas para armar el vehículo.

## Legado
Uno de los prototipos de auto maleta se destruyó accidentalmente después del evento Fantasyard de 1991. Solo queda un Mazda Suitcase Car.